# マリアン・エマ・チェイス

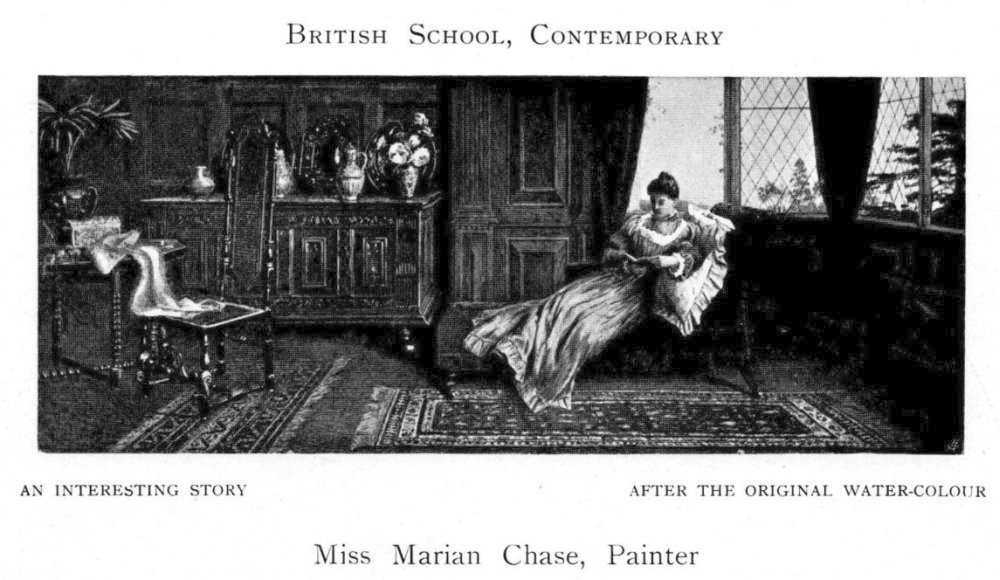
1905年の「Women Painters of the World」に掲載されたマリアン・エマ・チェイスの作品

マリアン・エマ・チェイス（Marian Emma Chase、1844年4月18日 - 1905年3月15日)は、イギリスの画家で、イラストレーターである。花や果物を描いた静物画で知られている。

## 略歴
ロンドン中心部の、Fitzroy Squareで生まれた。父親のジョン・チェイス（John Chase: 1810–1879）はジョン・コンスタブルから絵を学んだ水彩画家であった。リッチモンド・アポン・テムズ区の私立の美術学校で父親や人物画を得意とする画家のマーガレット・ギリーズ（Margaret Gillies: 1803–1887）に学んだ 。始め園芸雑誌などの出版物に挿絵も描いたが、水彩で静物画を描き、1866年から1905年の間、展覧会に参加し、時に油彩画も描いた。ロイヤル・アカデミー・オブ・アーツの展覧会や英国王立美術家協会の展覧会にも出展したが、おもにイギリス王立水彩画家協会(Royal Institute of Painters in Water Colours)の展覧会への出展が多かった。1875年にイギリス王立水彩画家協会の準会員に選ばれ、1879年に正会員に選ばれた。1871年のロンドン国際博覧会（Annual International Exhibition）にも出展した。
植物に関する書籍のイラストレーターとしては、1878年に園芸雑誌「The Garden」に図版を提供し、1888年に王立園芸協会から銀メダルを受賞した。
1905年に心臓病でロンドンで亡くなった。

## 作品

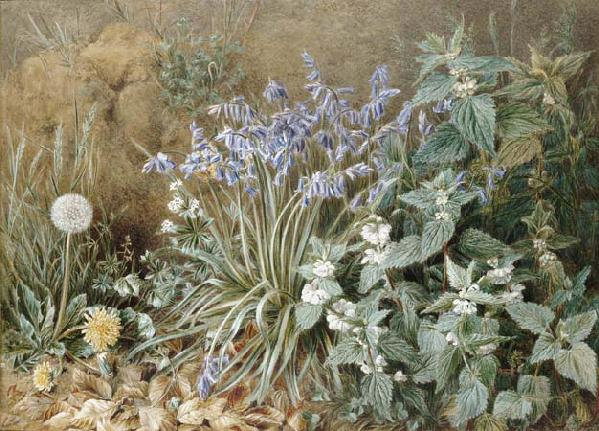
野の花 (1905)
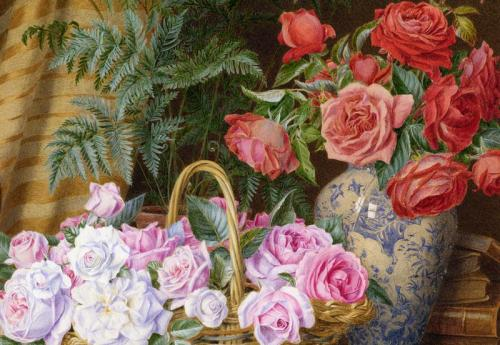
バラ アバディーン美術館
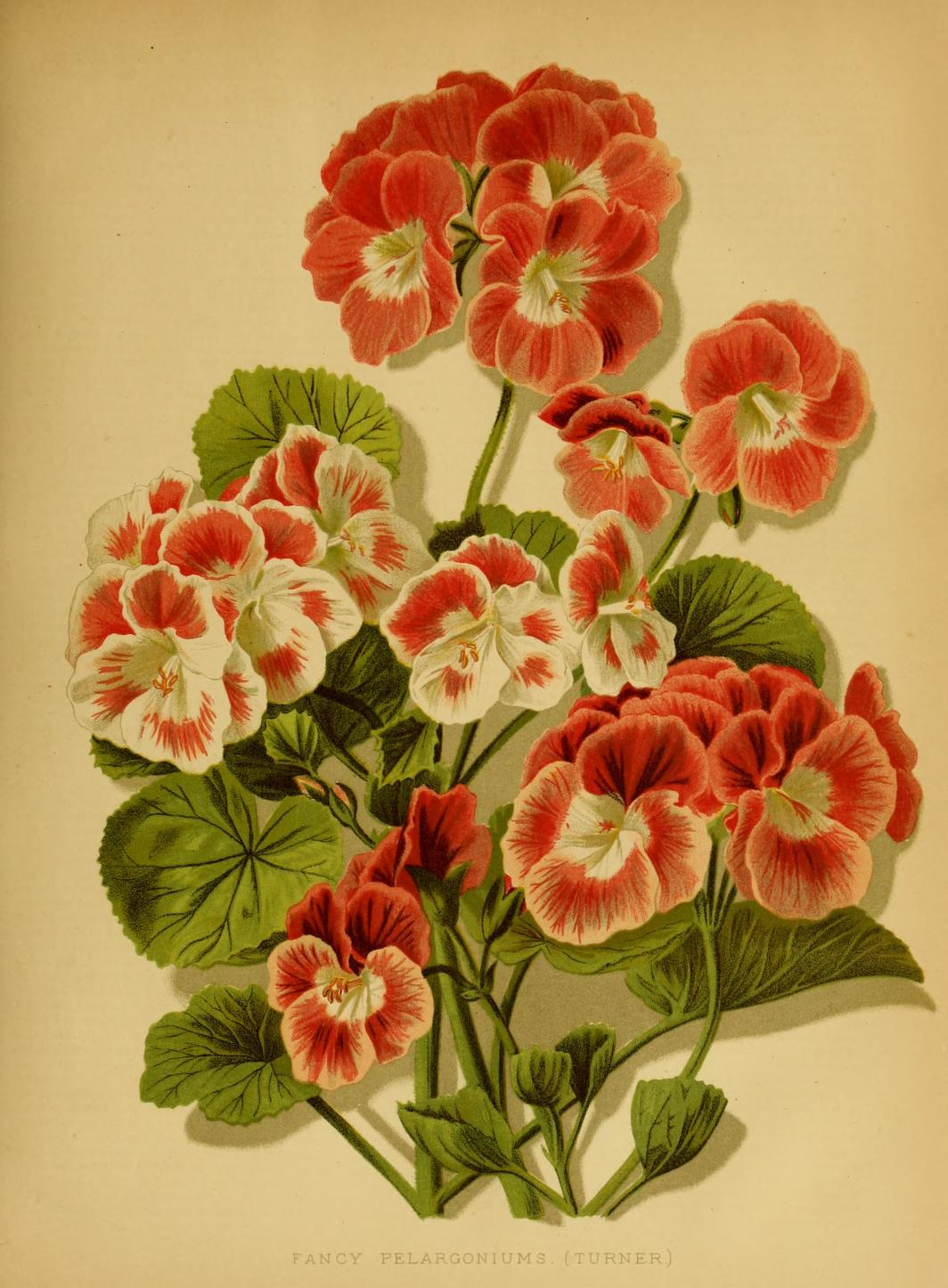
雑誌「The Garden」の挿絵、ペラルゴニウム